# Liste des membres de l'Académie des inscriptions et belles-lettres
Liste des membres de l'Académie des inscriptions et belles-lettres de l'Institut de France.
| Dénominations | Périodes  | Membres             | Membres |
| --- | --------- | ------------------- | ------- |
| Académie royale des inscriptions et médailles | 1663-1701 | Membre              | M       |
| Académie royale des inscriptions et médailles | 1702-1715 | Membre honoraire    | H       |
| Académie royale des inscriptions et médailles | 1702-1715 | Membre pensionnaire | P       |
| Académie royale des inscriptions et belles-lettres | 1716-1793 | Membre honoraire    | H       |
| Académie royale des inscriptions et belles-lettres | 1716-1793 | Membre pensionnaire | P       |
| Institut national des sciences et des arts Classe de littérature et beaux-arts | 1795-1802 | Membre              | M       |
| Institut national des sciences et des arts Classe d'histoire et littérature anciennes | 1803-1815 | Membre              | M       |
| Académie des inscriptions et belles-lettres | 1816-1998 | Membre libre        | L       |
| Académie des inscriptions et belles-lettres | 1816-1998 | Membre ordinaire    | O       |
| Académie des inscriptions et belles-lettres | 1999      | Membre              | M       |
| Note L'Académie a également reçu au cours de son histoire des élèves, des associés, des associés libres, des associés étrangers, ainsi que des correspondants français et étrangers. Les correspondants ne figurent pas dans cette liste, sauf s'ils sont devenus membres ou associés. |           |                     |         |

| 1. Membres                |
| 2. Élèves                 |
| 3. Associés               |
| 4. Associés libres        |
| 5. Associés étrangers     |
| 6. Secrétaires perpétuels |
| Notes / Sources           |

## Membres
|      | Membres                                                 |           | Titres ou fonctions                                                   |    |
| ---- | ------------------------------------------------------- | --------- | --------------------------------------------------------------------- | -- |
| 1663 | Amable de Bourzeis                                      | 1606-1672 | abbé, homme de lettres, helléniste                                    | M  |
| 1663 | Jacques Cassagne                                        | 1636-1679 | abbé, poète, moraliste                                                | M  |
| 1663 | Jean Chapelain                                          | 1595-1674 | poète                                                                 | M  |
| 1663 | François Charpentier                                    | 1620-1702 | homme de lettres                                                      | M  |
| 1673 | Paul Tallemant le Jeune                                 | 1642-1712 | abbé, homme de lettres                                                | M  |
| 1674 | Philippe Quinault                                       | 1635-1688 | poète, auteur dramatique                                              | M  |
| 1679 | Charles Perrault                                        | 1628-1703 | conteur, homme de lettres                                             | M  |
| 1683 | Henri de Bessé de la Chapelle                           | 16??-1694 | contrôleur des bâtiments du roi                                       | M  |
| 1683 | André Félibien                                          | 1619-1695 | architecte, historiographe                                            | M  |
| 1683 | Nicolas Boileau                                         | 1636-1711 | poète, écrivain, critique                                             | M  |
| 1683 | Jean Racine                                             | 1639-1699 | poète, dramaturge                                                     | M  |
| 1683 | Pierre Rainssant                                        | 1640-1689 | garde du cabinet royal des Antiques                                   | M  |
| 1691 | Eusèbe Renaudot                                         | 1646-1720 | abbé, orientaliste                                                    | M  |
| 1691 | Jacques de Tourreil                                     | 1656-1715 | jurisconsulte, homme de lettres                                       | M  |
| 1695 | André Dacier                                            | 1651-1722 | philologue, traducteur                                                | M  |
| 1701 | Louis-Marie-Victor d'Aumont                             | 1632–1704 | militaire, homme politique                                            | H  |
| 1701 | Jacques-Louis de Beringhen                              | 1651-1723 | écuyer, collectionneur                                                | H  |
| 1701 | Jean-Paul Bignon                                        | 1662-1743 | abbé, bibliothécaire                                                  | H  |
| 1701 | François Boutard                                        | 1664-1729 | abbé, poète                                                           | P  |
| 1701 | François Lefebvre de Caumartin                          | 1668-1733 | évêque                                                                | H  |
| 1701 | François d'Aix de La Chaise                             | 1624-1709 | jésuite                                                               | H  |
| 1701 | Jean-François Félibien                                  | 1658-1733 | architecte                                                            | P  |
| 1701 | Nicolas-Joseph Foucault                                 | 1643-1721 | avocat, intendant                                                     | H  |
| 1701 | Chrétien-François de Lamoignon                          | 1644-1709 | magistrat                                                             | H  |
| 1701 | Michel Le Peletier de Souzy                             | 1640-1725 | intendant des finances                                                | H  |
| 1701 | Simon de La Loubère                                     | 1642-1729 | poète, diplomate                                                      | P  |
| 1701 | Jean Mabillon                                           | 1632-1707 | abbé, historien, érudit                                               | H  |
| 1701 | Étienne Pavillon                                        | 1632-1705 | avocat, poète, homme de lettres                                       | P  |
| 1701 | Armand Gaston Maximilien de Rohan                       | 1674-1749 | cardinal, homme politique                                             | H  |
| 1701 | Fabio Brulart de Sillery                                | 1655-1714 | évêque                                                                | H  |
| 1702 | Jean Foy-Vaillant                                       | 1632-1706 | abbé, numismate                                                       | P  |
| 1705 | Jean-Baptiste Couture                                   | 1651-1728 | abbé, historien                                                       | P  |
| 1705 | Camille Le Tellier de Louvois                           | 1675-1718 | abbé, bibliothécaire                                                  | H  |
| 1705 | Jean-François Simon                                     | 1654-1719 | numismate                                                             | P  |
| 1705 | Jean-Marie de La Marque de Tilladet                     | 1650-1715 | abbé, homme de lettres                                                | P  |
| 1705 | René Aubert de Vertot                                   | 1655-1735 | prémontré, historien                                                  | P  |
| 1706 | Claude Gros de Boze                                     | 1680-1753 | érudit, numismate                                                     | P  |
| 1706 | Claude François Fraguier                                | 1666-1728 | jésuite, homme de lettres                                             | P  |
| 1709 | Jérôme Bignon                                           | 1657-1725 | magistrat, bibliothécaire                                             | H  |
| 1709 | Michel Le Tellier                                       | 1643-1718 | jésuite, traducteur                                                   | H  |
| 1711 | Charles César Baudelot de Dairval                       | 1648-1722 | antiquaire, conservateur                                              | P  |
| 1711 | Guillaume Massieu                                       | 1665-1722 | abbé, traducteur                                                      | P  |
| 1712 | Philibert-Bernard Moreau de Mautour                     | 1654-1737 | homme de lettres, antiquaire                                          | P  |
| 1714 | Charles Henri de Malon                                  | 1678-1742 | intendant des finances                                                | H  |
| 1715 | Antoine Anselme                                         | 1652-1737 | abbé, prédicateur                                                     | P  |
| 1715 | Anselmo Banduri                                         | 1671-1743 | bénédictin, archéologue, numismate                                    | H  |
| 1715 | Pierre-Jean Burette                                     | 1665-1747 | médecin, historien de l'Antiquité                                     | P  |
| 1715 | Gisbert Cuper                                           | 1644-1716 | historien, numismate                                                  | H  |
| 1715 | Philippe-Antoine Gualterio                              | 1660-1728 | cardinal, nonce apostolique en France                                 | H  |
| 1717 | Melchior de Polignac                                    | 1661-1741 | cardinal diplomate, poète                                             | H  |
| 1718 | Jacob Christoph Iselin                                  | 1681-1737 | philologue                                                            | H  |
| 1719 | Bernard de Montfaucon                                   | 1655-1741 | bénédictin, historien                                                 | H  |
| 1720 | Pierre de Pardaillan de Gondrin                         | 1692-1733 | évêque                                                                | H  |
| 1722 | Louis Boivin                                            | 1649-1724 | historien                                                             | P  |
| 1722 | Nicolas Gédoyn                                          | 1667-1744 | abbé, traducteur, écrivain                                            | P  |
| 1722 | Charles de Valois de La Mare                            | 1671-1747 | avocat, numismate                                                     | P  |
| 1723 | André Hercule de Fleury                                 | 1653-1743 | cardinal, homme d'État                                                | H  |
| 1724 | Jean Boivin                                             | 1663-1726 | homme de lettres, traducteur                                          | P  |
| 1724 | Henri Morin                                             | 1636-1728 | historien                                                             | P  |
| 1726 | Élie Blanchard                                          | 1672-1756 | chanoine                                                              | P  |
| 1726 | Henri-Charles de Coislin                                | 1664-1732 | évêque, bibliophile                                                   | H  |
| 1726 | Victor Marie d'Estrées                                  | 1660-1737 | maréchal de France                                                    | H  |
| 1726 | François Sevin                                          | 1682-1741 | abbé, philologue                                                      | P  |
| 1726 | Jean-Baptiste Souchay                                   | 1688-1746 | abbé, philologue                                                      | P  |
| 1728 | Antoine Banier                                          | 1673-1741 | abbé, mythographe, traducteur                                         | P  |
| 1728 | Jacques Hardion                                         | 1686-1766 | historien, érudit, traducteur                                         | P  |
| 1729 | Alexandre Grégoire Capponi                              | 1683-1746 | collectionneur, grand fourrier du palais apostolique à Rome           | H  |
| 1732 | Paul-Hippolyte de Beauvilliers                          | 1686-1776 | diplomate, militaire                                                  | H  |
| 1733 | René Louis de Voyer de Paulmy d'Argenson                | 1694-1757 | homme politique                                                       | H  |
| 1733 | Charles d'Orléans de Rothelin                           | 1691-1744 | abbé, homme de lettres, numismate                                     | H  |
| 1734 | Scipione Maffei                                         | 1675-1755 | érudit, polygraphe, dramaturge, archéologue                           | H  |
| 1735 | Étienne Fourmont                                        | 1683-1745 | latiniste, orientaliste                                               | P  |
| 1736 | Nicolas Fréret                                          | 1688-1749 | historien, philologue, philosophe                                     | P  |
| 1736 | Jean Frédéric Phélypeaux de Maurepas                    | 1701-1781 | homme politique                                                       | H  |
| 1741 | Jean-François Boyer                                     | 1675-1755 | évêque, prédicateur                                                   | H  |
| 1741 | Claude Sallier                                          | 1685-1761 | abbé, philologue                                                      | P  |
| 1742 | Jérôme Bignon de Blanzy                                 | 1688-1743 | homme politique, conservateur                                         | H  |
| 1742 | Comte de Caylus                                         | 1692-1765 | homme de lettres, archéologue, graveur                                | H  |
| 1742 | Louis-François de Fontenu                               | 1667-1759 | abbé, traducteur                                                      | P  |
| 1743 | Chrétien Guillaume de Lamoignon                         | 1712-1759 | juriste, homme d'État                                                 | H  |
| 1743 | Henri Charles Arnauld de Pomponne                       | 1669-1756 | abbé, ambassadeur                                                     | H  |
| 1743 | Michel-Étienne Turgot                                   | 1690-1751 | magistrat, administrateur                                             | H  |
| 1744 | Camille Falconet                                        | 1671-1762 | médecin, érudit                                                       | P  |
| 1744 | Louis-Jules Mancini-Mazarini                            | 1716-1798 | diplomate, poète, auteur dramatique                                   | H  |
| 1745 | Giovanni Antonio Ciantar                                | 1696-1778 | archéologue, écrivain, historien                                      | H  |
| 1745 | Étienne Lauréault de Foncemagne                         | 1694-1779 | abbé, érudit                                                          | P  |
| 1747 | Louis Racine                                            | 1692-1753 | poète                                                                 | P  |
| 1747 | Denis-François Secousse                                 | 1691-1754 | historien, homme de loi                                               | P  |
| 1748 | Jean-Baptiste de La Curne de Sainte-Palaye              | 1697-1781 | historien, philologue                                                 | P  |
| 1749 | Marc-Pierre de Voyer de Paulmy d'Argenson               | 1696-1764 | homme politique                                                       | H  |
| 1749 | Pierre Nicolas Bonamy                                   | 1694-1770 | historien, bibliothécaire                                             | P  |
| 1751 | Armand-Jérôme Bignon                                    | 1711-1772 | avocat, bibliothécaire, conseiller d'État                             | H  |
| 1753 | René Vatry                                              | 1697-1769 | abbé, historien de la littérature                                     | P  |
| 1754 | Louis Jouard de La Nauze                                | 1696-1773 | jésuite, historien de l'Antiquité                                     | P  |
| 1755 | Charles-Jean-François Hénault                           | 1685-1770 | écrivain, historien                                                   | H  |
| 1756 | Marc-René de Voyer de Paulmy d'Argenson                 | 1722-1787 | homme politique                                                       | H  |
| 1756 | Jean-François du Resnel du Bellay                       | 1692-1761 | prédicateur, écrivain                                                 | P  |
| 1757 | Louis Phélypeaux                                        | 1705-1777 | homme politique                                                       | H  |
| 1759 | Chrétien-Guillaume de Lamoignon de Malesherbes          | 1721-1794 | juriste, homme d'État                                                 | H  |
| 1759 | Jean Lebeuf                                             | 1687-1760 | abbé, historien                                                       | H  |
| 1760 | Jean-Philippe-René de La Bléterie                       | 1696-1772 | abbé, historien, traducteur                                           | P  |
| 1761 | Augustin Belley                                         | 1697-1771 | abbé                                                                  | P  |
| 1761 | Pierre-Alexandre Levesque de La Ravalière               | 1697-1762 | philologue                                                            | P  |
| 1762 | Jean-Pierre de Bougainville                             | 1722-1763 | écrivain, traducteur                                                  | P  |
| 1762 | Joseph-Balthasar Gibert                                 | 1711-1771 | philologue                                                            | P  |
| 1763 | Jean-Pierre Tercier                                     | 1704-1767 | directeur du Secret du Roi                                            | P  |
| 1764 | Clément Charles François de L'Averdy                    | 1724-1793 | magistrat, homme politique                                            | H  |
| 1765 | Louis-François-de-Paule Le Fèvre d'Ormesson             | 1718-1789 | intendant des finances                                                | H  |
| 1766 | Jean-Jacques Barthélemy                                 | 1716-1795 | abbé, archéologue, numismate                                          | P  |
| 1767 | Charles Le Beau                                         | 1701-1778 | historien, homme de lettres                                           | P  |
| 1770 | François-Joachim de Pierre de Bernis                    | 1715-1794 | cardinal, diplomate, homme de lettres                                 | H  |
| 1770 | Jean Capperonnier                                       | 1717-1775 | philologue                                                            | P  |
| 1770 | Claude-Guillaume Bourdon de Sigrais                     | 1715-1791 | historien                                                             | P  |
| 1772 | Charles Batteux                                         | 1713-1780 | abbé, érudit, polygraphe                                              | P  |
| 1772 | Henri Léonard Jean Baptiste Bertin                      | 1719-1792 | avocat, homme d'État                                                  | H  |
| 1772 | Paul Foucher                                            | 1704-1778 | abbé, historien                                                       | P  |
| 1772 | Joseph de Guignes                                       | 1721-1800 | orientaliste                                                          | P  |
| 1773 | Jean-Baptiste Bourguignon d'Anville                     | 1697-1782 | géographe, cartographe                                                | P  |
| 1775 | Jean Levesque de Burigny                                | 1692-1785 | historien                                                             | P  |
| 1776 | Anne Robert Jacques Turgot                              | 1727-1781 | homme politique, économiste                                           | H  |
| 1777 | Antoine-Jean Amelot de Chaillou                         | 1732-1795 | homme politique                                                       | H  |
| 1778 | Louis-Georges de Bréquigny                              | 1716-1795 | historien, paléographe                                                | P  |
| 1778 | Louis Dupuy                                             | 1709-1795 | abbé                                                                  | P  |
| 1779 | Michel Paul Guy de Chabanon                             | 1730-1792 | dramaturge, musicographe, traducteur                                  | P  |
| 1780 | Gabriel-Henri Gaillard                                  | 1726-1806 | avocat, grammairien, historien                                        | P  |
| 1781 | Jérôme-Frédéric Bignon                                  | 1747-1784 | bibliothécaire                                                        | H  |
| 1781 | Jean-Jacques Garnier                                    | 1729-1805 | abbé, homme de lettres                                                | P  |
| 1782 | Charles Juste de Beauvau-Craon                          | 1720-1793 | militaire, homme politique                                            | H  |
| 1782 | François Bejot                                          | 1718-1787 | abbé, bibliothécaire                                                  | P  |
| 1784 | Louis Auguste Le Tonnelier de Breteuil                  | 1733-1807 | diplomate, homme politique                                            | H  |
| 1785 | Abraham Hyacinthe Anquetil-Duperron                     | 1731-1805 | indianiste                                                            | P  |
| 1786 | Hubert-Pascal Ameilhon                                  | 1730-1811 | bibliothécaire                                                        | P  |
| 1786 | Mathieu-Antoine Bouchaud                                | 1719-1804 | jurisconsulte, traducteur                                             | P  |
| 1786 | Gautier de Sibert                                       | 1720-1798 | historien                                                             | P  |
| 1786 | Julien-David Le Roy                                     | 1728-1803 | architecte                                                            | P  |
| 1786 | Guillaume Dubois de Rochefort                           | 1731-1788 | helléniste                                                            | P  |
| 1787 | Gabriel de La Porte du Theil                            | 1742-1815 | historien                                                             | P  |
| 1787 | Étienne-Charles de Loménie de Brienne                   | 1727-1794 | cardinal, homme politique                                             | H  |
| 1788 | Joseph-Louis Ripault Desormeaux                         | 1724-1793 | historien                                                             | P  |
| 1789 | Pierre-Charles Laurent de Villedeuil                    | 1742-1828 | homme politique                                                       | H  |
| 1791 | Jean-Baptiste-Gaspard d'Ansse de Villoison              | 1750-1805 | helléniste, philologue                                                | P  |
| 1792 | Bon-Joseph Dacier                                       | 1742-1833 | historien, philologue                                                 | P  |
| 1795 | Louis-Pierre Anquetil                                   | 1723-1806 | historien                                                             | M  |
| 1795 | Paul Jérémie Bitaubé                                    | 1730-1808 | pasteur, écrivain                                                     | M  |
| 1795 | Armand-Gaston Camus                                     | 1740-1804 | jurisconsulte                                                         | M  |
| 1795 | Pierre-Claude-François Daunou                           | 1761-1840 | historien, homme politique                                            | M  |
| 1795 | Jean-Baptiste-Claude Delisle de Sales                   | 1736-1816 | dramaturge, romancier, essayiste                                      | M  |
| 1795 | Jean Dussaulx                                           | 1728-1799 | écrivain, traducteur, député                                          | M  |
| 1795 | Pierre-Louis Guinguené                                  | 1748-1816 | homme de lettres                                                      | M  |
| 1795 | Pascal-François-Joseph Gossellin                        | 1751-1830 | géographe                                                             | M  |
| 1795 | Henri Grégoire                                          | 1750-1831 | évêque, homme politique                                               | M  |
| 1795 | Joseph Lakanal                                          | 1762-1845 | homme politique                                                       | M  |
| 1795 | Louis-Mathieu Langlès                                   | 1763-1824 | orientaliste, conservateur                                            | M  |
| 1795 | Gaspard-Michel Leblond                                  | 1738-1809 | abbé, numismate                                                       | M  |
| 1795 | Pierre-Charles Levesque                                 | 1736-1812 | historien                                                             | M  |
| 1795 | Edme Mentelle                                           | 1730-1815 | géographe                                                             | M  |
| 1795 | Louis-Sébastien Mercier                                 | 1740-1814 | auteur dramatique, romancier, journaliste                             | M  |
| 1795 | Antoine Mongez                                          | 1747-1835 | historien                                                             | M  |
| 1795 | Emmanuel de Pastoret                                    | 1755-1840 | avocat, homme politique                                               | M  |
| 1795 | Charles-Frédéric Reinhard                               | 1761-1837 | diplomate                                                             | M  |
| 1795 | Antoine-Isaac Silvestre de Sacy                         | 1758-1838 | orientaliste                                                          | M  |
| 1795 | Charles-Maurice de Talleyrand-Périgord                  | 1754-1838 | diplomate, homme politique                                            | M  |
| 1796 | Jean Philippe Garran de Coulon                          | 1749-1816 | avocat, homme politique                                               | M  |
| 1796 | Pierre-Henri Larcher                                    | 1726-1812 | helléniste                                                            | M  |
| 1796 | Joachim Lebreton                                        | 1760-1819 | administrateur, homme politique                                       | M  |
| 1796 | Alexandre-Louis de Villeterque                          | 1759-1811 | écrivain, journaliste                                                 | M  |
| 1797 | Jean-François Champagne                                 | 1751-1813 | helléniste                                                            | M  |
| 1797 | François-Émmanuel d'Emskerque Toulongeon                | 1748-1812 | homme politique, homme de lettres, agronome                           | M  |
| 1799 | Charles de Pougens                                      | 1755-1833 | homme de lettres, imprimeur libraire                                  | M  |
| 1801 | Charles-François Lebrun                                 | 1739-1824 | homme politique, juriste, financier                                   | M  |
| 1801 | Germain Poirier                                         | 1724-1803 | ex-Bénédictin de Saint-Maur                                           | M  |
| 1803 | Joseph Bonaparte                                        | 1768-1844 | avocat, diplomate, homme militaire                                    | M  |
| 1803 | Marie-Gabriel-Florent-Auguste de Choiseul-Gouffier      | 1752-1817 | diplomate                                                             | M  |
| 1803 | Louis-Marie de La Révellière-Lépeaux                    | 1753-1824 | homme politique                                                       | M  |
| 1803 | Guillaume-Emmanuel-Joseph de Guilhem de Clermont-Lodève | 1746-1809 | antiquaire                                                            | M  |
| 1804 | François-Antoine de Boissy d'Anglas                     | 1756-1826 | homme de lettres, homme politique                                     | M  |
| 1804 | Michel Jean Joseph Brial                                | 1743-1828 | bénédictin, historien                                                 | M  |
| 1804 | Aubin Louis Millin de Grandmaison                       | 1759-1818 | naturaliste, érudit                                                   | M  |
| 1804 | Antoine Chrysostome Quatremère de Quincy                | 1755-1849 | archéologue, homme politique                                          | M  |
| 1804 | Ennio Quirino Visconti                                  | 1751-1818 | archéologue, historien de l'Antiquité                                 | M  |
| 1805 | Joseph-Marie de Gérando                                 | 1772-1842 | philosophe                                                            | M  |
| 1806 | Jean-Denis Barbié du Bocage                             | 1760-1825 | géographe                                                             | M  |
| 1806 | Louis Charles François Petit-Radel                      | 1756-1836 | archéologue, historiographe                                           | M  |
| 1808 | Jean-Denis Lanjuinais                                   | 1753-1827 | avocat, homme politique                                               | M  |
| 1809 | Jean Jacques Antoine Caussin de Perceval                | 1759-1835 | orientaliste                                                          | M  |
| 1809 | Étienne Clavier                                         | 1762-1817 | helléniste                                                            | M  |
| 1809 | Jean-Baptiste Gail                                      | 1755-1829 | helléniste, traducteur                                                | M  |
| 1811 | Amaury Duval                                            | 1760-1838 | diplomate, historien et homme de lettres                              | M  |
| 1812 | Joseph Elzéar Dominique Bernardi                        | 1751-1824 | juriste                                                               | M  |
| 1813 | Jean François Boissonade de Fontarabie                  | 1774-1857 | helléniste, homme de lettres                                          | M  |
| 1813 | Alexandre de Laborde                                    | 1773-1842 | polygraphe, diplomate                                                 | M  |
| 1813 | Charles Athanase Walckenaer                             | 1771-1852 | philosophe, naturaliste, géographe, historien, romancier              | M  |
| 1814 | Charles Vanderbourg                                     | 1765-1827 | officier de marine, homme de lettres                                  | M  |
| 1815 | Étienne Quatremère                                      | 1782-1857 | latiniste, helléniste, orientaliste                                   | M  |
| 1816 | François Barbé-Marbois                                  | 1745-1837 | diplomate, homme politique                                            | L  |
| 1816 | Louis-Pierre-Joseph Bétencourt                          | 1743-1829 | dominicain, historien, généalogiste                                   | L  |
| 1816 | Pierre Jean Casimir de Blacas d'Aulps                   | 1771-1839 | militaire, diplomate                                                  | L  |
| 1816 | Antoine-Léonard Chézy                                   | 1773-1832 | orientaliste                                                          | O  |
| 1816 | Charles Henri Dambray                                   | 1760-1829 | magistrat, homme politique                                            | L  |
| 1816 | Toussaint-Bernard Émeric-David                          | 1755-1839 | imprimeur, historien d'art, homme politique                           | O  |
| 1816 | Alexandre-Jules-Antoine Fauris de Saint-Vincens         | 1750-1819 | magistrat, homme politique, collectionneur d'art                      | L  |
| 1816 | Germain Garnier                                         | 1754-1821 | procureur, homme politique                                            | L  |
| 1816 | Antoine Jean Letronne                                   | 1787-1848 | helléniste, archéologue                                               | O  |
| 1816 | Charles-Louis Mollevaut                                 | 1776-1844 | poète, latiniste, traducteur                                          | O  |
| 1816 | François-Xavier-Marc-Antoine de Montesquiou-Fézensac    | 1756-1832 | abbé, homme politique                                                 | L  |
| 1816 | François-Juste-Marie Raynouard                          | 1761-1836 | homme de lettres, homme politique, philologue                         | O  |
| 1816 | Abel-Rémusat                                            | 1788-1832 | sinologue                                                             | O  |
| 1816 | Désiré Raoul Rochette                                   | 1789-1854 | archéologue, historien                                                | M  |
| 1816 | Johannes Schweighäuser                                  | 1743-1830 | philologue, helléniste                                                | L  |
| 1816 | Joseph-François Tochon                                  | 1772-1820 | archéologue                                                           | O  |
| 1817 | Maxime de Choiseul d'Aillecourt                         | 1782-1854 | historien                                                             | O  |
| 1817 | Joseph Naudet                                           | 1786-1878 | historien                                                             | O  |
| 1818 | Edmé François Jomard                                    | 1777-1862 | géographe, orientaliste, archéologue                                  | O  |
| 1818 | Chrétien-Siméon Le Prévost d'Iray                       | 1768-1849 | homme de lettres                                                      | O  |
| 1820 | Alexandre-Maurice Blanc de La Nautte Hauterive          | 1754-1830 | diplomate                                                             | L  |
| 1820 | Antoine-Jean Saint-Martin                               | 1791-1832 | orientaliste                                                          | O  |
| 1824 | Charles-Benoît Hase                                     | 1780-1864 | philologue                                                            | O  |
| 1827 | François-Charles-Hugues-Laurent Pouqueville             | 1770-1838 | diplomate, historien, homme de lettres, médecin                       | O  |
| 1829 | Jean-Marie Pardessus                                    | 1772-1853 | juriste                                                               | O  |
| 1830 | Alexis-François Artaud de Montor                        | 1772-1849 | diplomate, homme de lettres                                           | L  |
| 1830 | Jean-François Champollion                               | 1790-1832 | égyptologue                                                           | O  |
| 1830 | Esprit-Marie Cousinéry                                  | 1747-1833 | numismate                                                             | L  |
| 1830 | Georges Cuvier                                          | 1769-1832 | anatomiste, paléontologue                                             | L  |
| 1830 | Fortia d'Urban                                          | 1756-1843 | historien, érudit                                                     | L  |
| 1830 | Pierre Amédée Jaubert                                   | 1779-1847 | orientaliste et interprète militaire                                  | O  |
| 1830 | Jean-Baptiste Félix Lajard                              | 1783-1858 | diplomate et archéologue                                              | O  |
| 1830 | Honoré Théodoric Paul Joseph d'Albert de Luynes         | 1802-1867 | archéologue                                                           | L  |
| 1830 | Théodore-Edme Mionnet                                   | 1770-1842 | numismate                                                             | O  |
| 1830 | Eusèbe de Salverte                                      | 1771-1839 | philosophe                                                            | L  |
| 1830 | Augustin Thierry                                        | 1795-1856 | historien                                                             | O  |
| 1830 | Jean-François Thurot                                    | 1768-1832 | helléniste, grammairien                                               | O  |
| 1830 | Joseph Van Praet                                        | 1754-1837 | bibliographe                                                          | O  |
| 1832 | Arthur Beugnot                                          | 1797-1865 | homme politique, juriste, historien                                   | O  |
| 1832 | Eugène Burnouf                                          | 1801-1852 | linguiste, indianiste                                                 | O  |
| 1832 | Joseph Toussaint Reinaud                                | 1795-1867 | orientaliste                                                          | O  |
| 1832 | Gervais de La Rue                                       | 1751-1835 | abbé, historien                                                       | L  |
| 1832 | Nicolas-Maximilien-Sidoine Séguier de Saint-Brisson     | 1773-1854 | homme politique                                                       | L  |
| 1833 | Benjamin Guérard                                        | 1797-1854 | historien, médiéviste                                                 | O  |
| 1833 | François Guizot                                         | 1787-1874 | historien, homme politique                                            | O  |
| 1833 | Stanislas Julien                                        | 1799-1873 | sinologue                                                             | O  |
| 1833 | Louis-Jean-Nicolas Monmerqué-Desrochais                 | 1780-1860 | littérateur                                                           | L  |
| 1834 | Joseph-Victor Le Clerc                                  | 1789-1865 | traducteur                                                            | O  |
| 1835 | François Artaud                                         | 1767-1838 | archéologue                                                           | L  |
| 1835 | Alexandre Langlois                                      | 1788-1854 | indianiste                                                            | O  |
| 1835 | André François Miot de Melito                           | 1762-1841 | helléniste                                                            | L  |
| 1836 | Jean-Louis Burnouf                                      | 1775-1844 | philologue                                                            | O  |
| 1836 | Claude Fauriel                                          | 1772-1844 | homme de lettres                                                      | O  |
| 1837 | Joseph-Daniel Guigniaut                                 | 1794-1876 | helléniste                                                            | O  |
| 1837 | Joseph-François Michaud                                 | 1767-1839 | historien, journaliste                                                | L  |
| 1837 | Paulin Paris                                            | 1800-1881 | historien de la littérature, conservateur                             | O  |
| 1838 | Joseph Héliodore Garcin de Tassy                        | 1794-1878 | islamiste, indianiste                                                 | O  |
| 1838 | Philippe Le Bas                                         | 1794-1860 | helléniste, archéologue, bibliothécaire                               | O. |
| 1838 | Auguste Le Prévost                                      | 1787-1859 | archéologue, antiquaire, historien, homme politique                   | L  |
| 1838 | Charles Magnin                                          | 1793-1862 | homme de lettres, conservateur                                        | O  |
| 1839 | Jules Berger de Xivrey                                  | 1801-1863 | bibliothécaire                                                        | O  |
| 1839 | Jean-Baptiste Benoît Eyriès                             | 1767-1846 | géographe                                                             | L  |
| 1839 | Charles Lenormant                                       | 1802-1859 | historien, archéologue                                                | O  |
| 1839 | Émile Littré                                            | 1801-1881 | lexicographe                                                          | O  |
| 1839 | Ludovic Vitet                                           | 1802-1873 | homme politique, homme de lettres                                     | L  |
| 1840 | Louis-François de Villeneuve-Bargemont                  | 1784-1850 | archéologue                                                           | L  |
| 1841 | Jean-Baptiste Biot                                      | 1774-1862 | physicien, chimiste, astronome, mathématicien                         | L  |
| 1841 | Abel-François Villemain                                 | 1790-1870 | écrivain                                                              | O  |
| 1841 | Natalis de Wailly                                       | 1805-1886 | avocat, archiviste                                                    | O  |
| 1842 | Jean-Jacques Ampère                                     | 1800-1864 | historien de la littérature                                           | O  |
| 1842 | Léon de Laborde                                         | 1807-1869 | archéologue, homme politique                                          | O  |
| 1842 | Félicien de Saulcy                                      | 1807-1880 | archéologue, numismate                                                | O  |
| 1843 | Prosper Mérimée                                         | 1803-1870 | écrivain                                                              | L  |
| 1844 | Jules Mohl                                              | 1800-1876 | orientaliste                                                          | O  |
| 1845 | Édouard Laboulaye                                       | 1811-1883 | avocat, homme politique                                               | O  |
| 1845 | Louis de La Saussaye                                    | 1801-1878 | historien                                                             | O  |
| 1846 | Édouard Lelièvre de La Grange                           | 1796-1876 | homme politique, antiquaire                                           | L  |
| 1847 | Édouard Biot                                            | 1803-1850 | ingénieur, sinologue                                                  | O  |
| 1849 | Armand Pierre Caussin de Perceval                       | 1795-1871 | orientaliste                                                          | O  |
| 1849 | Félix Ravaisson                                         | 1813-1900 | philosophe, archéologue                                               | M  |
| 1850 | Auguste Barchou de Penhoën                              | 1801-1855 | historien                                                             | L  |
| 1850 | François-Jules de Petigny                               | 1801-1858 | historien                                                             | L  |
| 1850 | Alexandre Joseph Hidulphe Vincent                       | 1797-1868 | mathématicien, mucicologue                                            | O  |
| 1850 | Henri Wallon                                            | 1812-1904 | historien, homme politique                                            | O  |
| 1852 | Wladimir Brunet de Presle                               | 1809-1875 | helléniste, historien                                                 | O  |
| 1853 | Jean Pierre Rossignol                                   | 1803-1893 | archéologue                                                           | O  |
| 1853 | Emmanuel de Rougé                                       | 1811-1872 | historien                                                             | O  |
| 1854 | Claude Joseph de Cherrier                               | 1785-1872 | historien                                                             | L  |
| 1854 | Émile Egger                                             | 1813-1885 | helléniste                                                            | O  |
| 1854 | Adrien Prévost de Longpérier                            | 1816-1882 | numismate, archéologue                                                | O  |
| 1855 | Hippolyte Fortoul                                       | 1811-1856 | homme politique, homme de lettres, historien                          | O  |
| 1855 | Adolphe Régnier                                         | 1804-1884 | philologue                                                            | O  |
| 1855 | Charles Texier                                          | 1802-1871 | archéologue, géologue, voyageur                                       | L  |
| 1856 | Ernest Renan                                            | 1823-1892 | écrivain, philosophe, philologue, historien                           | O  |
| 1856 | Léon Renier                                             | 1809-1885 | épigraphiste, archéologue                                             | O  |
| 1857 | Léopold Delisle                                         | 1826-1910 | archiviste paléographe                                                | O  |
| 1857 | Louis-Ferdinand-Alfred Maury                            | 1817-1892 | historien                                                             | O  |
| 1858 | Théodore Hersart de La Villemarqué                      | 1815-1895 | historien, folkloriste                                                | L  |
| 1858 | Salomon Munk                                            | 1805-1867 | orientaliste, hébraïsant                                              | O  |
| 1859 | Félix-Désiré Dehèque                                    | 1794-1870 | helléniste                                                            | L  |
| 1860 | Charles Ernest Beulé                                    | 1826-1874 | archéologue, homme politique                                          | O  |
| 1860 | Ferdinand Charles Léon Lasteyrie du Saillant            | 1810-1879 | historien de l'art                                                    | L  |
| 1860 | Bénigne Emmanuel Clément Miller                         | 1810-1886 | helléniste                                                            | O  |
| 1862 | Jules Desnoyers                                         | 1800-1887 | géologue, archéologue, historien                                      | L  |
| 1862 | Jean-Barthélemy Hauréau                                 | 1812-1896 | latiniste, conservateur                                               | O  |
| 1862 | William Mac Guckin de Slane                             | 1801-1878 | orientaliste                                                          | O  |
| 1863 | Charles-Marie-Gabriel Bréchillet Jourdain               | 1817-1886 | homme de lettres, administrateur                                      | O  |
| 1864 | Louis Marie Quicherat                                   | 1799-1884 | philologue, conservateur                                              | O  |
| 1865 | William Henry Waddington                                | 1826-1894 | homme politique, épigraphiste, numismate                              | O  |
| 1866 | Armand d'Avezac                                         | 1800-1875 | géographe                                                             | O  |
| 1867 | François Guessard                                       | 1814-1882 | historien de la littérature                                           | O  |
| 1867 | Edmond Le Blant                                         | 1818-1897 | archéologue                                                           | O  |
| 1868 | Melchior de Vogüé                                       | 1829-1916 | diplomate, archéologue                                                | L  |
| 1869 | Charles Defrémery                                       | 1822-1883 | orientaliste                                                          | O  |
| 1869 | Alphonse Huillard-Bréholles                             | 1817-1871 | historien                                                             | O  |
| 1871 | Maximin Deloche                                         | 1817-1900 | historien, numismate                                                  | O  |
| 1871 | Joseph Derenbourg                                       | 1811-1895 | épigraphiste                                                          | O  |
| 1871 | Jules Labarte                                           | 1797-1880 | médiéviste                                                            | L  |
| 1871 | Thomas Henri Martin                                     | 1813-1884 | philosophe, écrivain                                                  | L  |
| 1871 | Pierre-Charles Robert                                   | 1812-1887 | archéologue, numismate                                                | L  |
| 1871 | Eugène de Rozière                                       | 1820-1896 | archiviste, homme politique                                           | O  |
| 1871 | Charles Thurot                                          | 1823-1882 | grammairien                                                           | O  |
| 1872 | Ambroise Firmin-Didot                                   | 1790-1876 | imprimeur                                                             | L  |
| 1873 | Jules Girard                                            | 1825-1902 | helléniste                                                            | O  |
| 1873 | Abel Pavet de Courteille                                | 1821-1889 | arabisant                                                             | O  |
| 1874 | Léon Heuzey                                             | 1831-1922 | archéologue                                                           | O  |
| 1874 | Georges Perrot                                          | 1832-1914 | helléniste, archéologue                                               | O  |
| 1875 | Michel Bréal                                            | 1832-1915 | linguiste                                                             | O  |
| 1875 | Ernest Desjardins                                       | 1823-1886 | épigraphiste                                                          | O  |
| 1876 | Edgard Boutaric                                         | 1829-1877 | archiviste paléographe                                                | O  |
| 1876 | Alexandre Germain                                       | 1809-1887 | historien                                                             | L  |
| 1876 | Charles Nisard                                          | 1808-1889 | philologue                                                            | L  |
| 1876 | Gaston Paris                                            | 1839-1903 | historien de la littérature                                           | O  |
| 1878 | Charles Barbier de Meynard                              | 1826-1908 | islamologue                                                           | O  |
| 1878 | Paul Foucart                                            | 1836-1926 | épigraphiste                                                          | O  |
| 1878 | Léon d'Hervey de Saint-Denys                            | 1823-1892 | sinologue                                                             | O  |
| 1878 | Auguste Mariette                                        | 1821-1881 | archéologue                                                           | O  |
| 1878 | Charles Schefer                                         | 1820-1898 | iranologue                                                            | O  |
| 1879 | Frédéric Baudry                                         | 1818-1885 | avocat, philologue, bibliothécaire                                    | L  |
| 1880 | Paul-Édouard-Didier Riant                               | 1836-1888 | historien                                                             | O  |
| 1880 | Charles-Joseph Tissot                                   | 1828-1884 | diplomate, archéologue                                                | L  |
| 1881 | Alexandre Bertrand                                      | 1820-1902 | archéologue                                                           | O  |
| 1881 | François Lenormant                                      | 1837-1883 | archéologue, helléniste, orientaliste                                 | O  |
| 1881 | Jules Oppert                                            | 1825-1905 | assyriologue                                                          | O  |
| 1882 | Albert Dumont                                           | 1842-1884 | archéologue                                                           | O  |
| 1882 | Siméon Luce                                             | 1833-1892 | médiéviste                                                            | O  |
| 1882 | Émile Senart                                            | 1847-1928 | indianiste                                                            | O  |
| 1882 | Henri Weil                                              | 1818-1909 | helléniste                                                            | O  |
| 1883 | Gaston Maspero                                          | 1846-1916 | égyptologue                                                           | O  |
| 1883 | Paul Meyer                                              | 1840-1917 | historien, philologue, romaniste, archiviste paléographe              | O  |
| 1884 | Henri d'Arbois de Jubainville                           | 1827-1910 | archiviste paléographe                                                | O  |
| 1884 | Eugène Benoist                                          | 1831-1887 | latiniste                                                             | O  |
| 1884 | Arthur Michel de Boislisle                              | 1835-1908 | archiviste, historien                                                 | L  |
| 1884 | Louis Faidherbe                                         | 1818-1889 | général, homme politique                                              | L  |
| 1884 | Gustave Schlumberger                                    | 1844-1929 | historien, archéologue, numismate                                     | O  |
| 1885 | Abel Bergaigne                                          | 1838-1888 | indianiste, sanskritiste                                              | O  |
| 1885 | Louis de Mas Latrie                                     | 1815-1897 | historien, archéologue                                                |    |
| 1886 | Gaston Boissier                                         | 1823-1908 | historien, philologue                                                 | O  |
| 1886 | Alfred Croiset                                          | 1845-1923 | helléniste                                                            | O  |
| 1886 | Antoine Héron de Villefosse                             | 1845-1919 | archéologue                                                           | O  |
| 1886 | Auguste Longnon                                         | 1844-1911 | historien, homme de lettres                                           | O  |
| 1887 | Anatole Jean-Baptiste Antoine de Barthélemy             | 1821-1904 | archéologue, numismate                                                | O  |
| 1887 | Léon Gautier                                            | 1832-1897 | archiviste paléographe                                                | O  |
| 1887 | Célestin Port                                           | 1828-1901 | archiviste paléographe                                                | L  |
| 1887 | Edmond Saglio                                           | 1828-1911 | archéologue                                                           | L  |
| 1887 | Paul Viollet                                            | 1840-1914 | historien, archiviste paléographe                                     | O  |
| 1888 | Joachim Menant                                          | 1820-1899 | magistrat, orientaliste                                               | L  |
| 1889 | Charles Simon Clermont-Ganneau                          | 1846-1923 | archéologue                                                           | O  |
| 1889 | Arthur de La Borderie                                   | 1827-1901 | archiviste paléographe, historien                                     | L  |
| 1890 | Ernest-Théodore Hamy                                    | 1842-1908 | médecin, anthropologue                                                | L  |
| 1890 | Robert-Charles Lasteyrie du Saillant                    | 1849-1921 | archéologue                                                           | O  |
| 1892 | Philippe Berger                                         | 1846-1912 | homme politique, orientaliste                                         | O  |
| 1892 | Théophile Homolle                                       | 1848-1925 | archéologue                                                           | O  |
| 1893 | Auguste Barth                                           | 1834-1916 | indianiste                                                            | O  |
| 1893 | Louis Havet                                             | 1849-1925 | latiniste                                                             | O  |
| 1893 | Eugène Müntz                                            | 1845-1902 | conservateur, critique d'art                                          | O  |
| 1894 | Maxime Collignon                                        | 1849-1917 | archéologue                                                           | O  |
| 1895 | René Cagnat                                             | 1852-1937 | épigraphiste                                                          | O  |
| 1895 | Marcel Dieulafoy                                        | 1844-1920 | archéologue                                                           | L  |
| 1896 | Arthur Giry                                             | 1848-1899 | historien médiéviste, archiviste paléographe                          | O  |
| 1896 | Gustave Glotz                                           | 1862-1935 | historien de la Grèce antique                                         | O  |
| 1896 | Salomon Reinach                                         | 1858-1932 | archéologue                                                           | O  |
| 1896 | Alphonse de Ruble                                       | 1834-1898 | historien de la littérature                                           | L  |
| 1897 | Ernest Babelon                                          | 1854-1924 | numismate, archiviste paléographe                                     | O  |
| 1897 | Gabriel Devéria                                         | 1844-1899 | diplomate, sinologue                                                  | O  |
| 1897 | Émile Picot                                             | 1844-1918 | bibliographe                                                          | L  |
| 1898 | Auguste Bouché-Leclercq                                 | 1842-1923 | historien                                                             | O  |
| 1898 | Henri Thédenat                                          | 1844-1916 | abbé, archéologue, épigraphiste                                       | L  |
| 1899 | Louis Charles de La Trémoille                           | 1838-1911 | historien                                                             | L  |
| 1899 | Edmond Pottier                                          | 1855-1934 | archéologue, historien de l'art                                       | O  |
| 1900 | Hartwig Derenbourg                                      | 1844-1908 | arabisant                                                             | O  |
| 1900 | Louis Léger                                             | 1843-1923 | slavisant, linguiste, historien                                       | O  |
| 1900 | Henri Omont                                             | 1857-1940 | archiviste paléographe                                                | O  |
| 1901 | Charles Joret                                           | 1839-1914 | historien de la littérature                                           | L  |
| 1901 | Jules Lair                                              | 1836-1907 | historien                                                             | L  |
| 1902 | Noël Valois                                             | 1855-1915 | archiviste paléographe                                                | O  |
| 1903 | Émile Chatelain                                         | 1851-1933 | latiniste                                                             | O  |
| 1903 | Édouard Chavannes                                       | 1865-1918 | archéologue, sinologue                                                | O  |
| 1903 | Maurice Croiset                                         | 1846-1935 | helléniste                                                            | O  |
| 1904 | Antoine Thomas                                          | 1857-1935 | philologue                                                            | O  |
| 1905 | Élie Berger                                             | 1850-1925 | paléographe                                                           | O  |
| 1905 | Bernard Haussoullier                                    | 1853-1926 | helléniste                                                            | O  |
| 1907 | Paul Durrieu                                            | 1855-1925 | médiéviste, historien, philologue, bibliophile                        | L  |
| 1908 | Henri Cordier                                           | 1849-1925 | orientaliste, bibliographe                                            | L  |
| 1908 | Paul Girard                                             | 1852-1922 | helléniste                                                            | O  |
| 1908 | Camille Jullian                                         | 1859-1933 | historien, philologue, archéologue                                    | O  |
| 1908 | Jean-Vincent Scheil                                     | 1858-1940 | abbé, orientaliste, assyriologue, archéologue                         | O  |
| 1908 | Théodore Reinach                                        | 1860-1928 | archéologue                                                           | L  |
| 1910 | Charles Diehl                                           | 1859-1944 | historien                                                             | O  |
| 1910 | Alfred Morel-Fatio                                      | 1850-1924 | archiviste paléographe, philologue hispaniste                         | O  |
| 1910 | Maurice Prou                                            | 1861-1930 | archiviste paléographe                                                | O  |
| 1911 | Édouard Cuq                                             | 1850-1934 | juriste, historien.                                                   | O  |
| 1911 | Paul Fournier                                           | 1853-1935 | archiviste paléographe                                                | L  |
| 1912 | Ulysse Chevalier                                        | 1841-1923 | prêtre, érudit                                                        | L  |
| 1912 | Paul Monceaux                                           | 1859-1941 | historien                                                             | O  |
| 1917 | Jean-Baptiste Chabot                                    | 1860-1948 | abbé, orientaliste                                                    | O  |
| 1917 | Henri François Delaborde                                | 1854-1927 | archiviste paléographe                                                | O  |
| 1917 | Alexandre de Laborde                                    | 1853-1944 | bibliophile                                                           | O  |
| 1917 | Charles-Victor Langlois                                 | 1863-1929 | historien médiéviste, archiviste paléographe                          | O  |
| 1917 | François Thureau-Dangin                                 | 1872-1944 | assyriologue, épigraphiste                                            | O  |
| 1918 | Émile Mâle                                              | 1862-1954 | historien de l'art                                                    | O  |
| 1919 | Charles Bémont                                          | 1848-1939 | historien                                                             | O  |
| 1919 | Adrien Blanchet                                         | 1866-1957 | archéologue, numismate                                                | L  |
| 1919 | Jean-Auguste Brutails                                   | 1859-1926 | historien, archiviste paléographe                                     | L  |
| 1919 | Émile Espérandieu                                       | 1857-1939 | commandant, épigraphiste, archéologue                                 | L  |
| 1919 | Clément Huart                                           | 1854-1926 | orientaliste                                                          | O  |
| 1919 | Paul Lejay                                              | 1861-1920 | abbé, latiniste                                                       | O  |
| 1919 | Joseph Loth                                             | 1847-1934 | celtisant                                                             | O  |
| 1920 | Roland Delachenal                                       | 1854-1923 | historien                                                             | O  |
| 1920 | Pierre Paris                                            | 1859-1931 | archéologue, historien de l'art                                       | L  |
| 1921 | Paul Pelliot                                            | 1878-1945 | sinologue, historien, linguiste                                       | O  |
| 1922 | Gustave Fougères                                        | 1863-1927 | archéologue                                                           | O  |
| 1922 | Alfred Jeanroy                                          | 1859-1953 | médiéviste                                                            | O  |
| 1923 | René Dussaud                                            | 1868-1958 | archéologue                                                           | O  |
| 1923 | Henri Goelzer                                           | 1853-1929 | latiniste                                                             | O  |
| 1923 | Stéphane Gsell                                          | 1864-1932 | historien, archéologue                                                | O  |
| 1923 | Aimé Puech                                              | 1860-1940 | latiniste                                                             | O  |
| 1924 | Georges Bénédite                                        | 1857-1926 | égyptologue                                                           | O  |
| 1924 | Henri Gouraud                                           | 1867-1946 | général et administrateur                                             | L  |
| 1924 | Ferdinand Lot                                           | 1866-1952 | historien, médiéviste, archiviste paléographe                         | O  |
| 1924 | Antoine Meillet                                         | 1866-1936 | linguiste                                                             | O  |
| 1925 | Ferdinand Brunot                                        | 1860-1938 | philologue, linguiste                                                 | O  |
| 1925 | Camille Enlart                                          | 1862-1927 | archiviste paléographe                                                | O  |
| 1925 | Étienne Michon                                          | 1865-1939 | conservateur                                                          | O  |
| 1925 | Georges Radet                                           | 1859-1941 | historien, helléniste                                                 | L  |
| 1926 | Henry Cochin                                            | 1854-1926 | homme politique, latiniste                                            | L  |
| 1926 | Félix Dürrbach                                          | 1859-1931 | helléniste                                                            | L  |
| 1926 | Alexandre Moret                                         | 1868-1938 | égyptologue                                                           | O  |
| 1927 | Pierre Jouguet                                          | 1869-1949 | historien, égyptologue                                                | O  |
| 1927 | Léon-Honoré Labande                                     | 1867-1939 | historien                                                             | L  |
| 1927 | Abel Lefranc                                            | 1863-1952 | historien de la Renaissance                                           | O  |
| 1927 | William Marçais                                         | 1872-1956 | arabisant                                                             | O  |
| 1927 | Paul Mazon                                              | 1874-1955 | helléniste                                                            | O  |
| 1928 | Alfred Coville                                          | 1860-1942 | historien médiéviste                                                  | O  |
| 1928 | Alfred Foucher                                          | 1865-1952 | indianiste                                                            | O  |
| 1928 | Maurice Holleaux                                        | 1861-1932 | archéologue, épigraphiste                                             | O  |
| 1928 | Alfred Merlin                                           | 1876-1965 | archéologue, épigraphiste                                             | O  |
| 1929 | Gabriel Millet                                          | 1867-1953 | historien de l'art                                                    | O  |
| 1929 | Maurice Roy                                             | 1856-1932 | historien de la Renaissance                                           | L  |
| 1930 | Jérôme Carcopino                                        | 1881-1970 | historien de l'Antiquité                                              | O  |
| 1930 | Charles Petit-Dutaillis                                 | 1868-1947 | médiéviste, archiviste paléographe                                    | O  |
| 1931 | Philippe Fabia                                          | 1860-1938 | latiniste                                                             | O  |
| 1931 | Joseph Vendryes                                         | 1875-1960 | linguiste                                                             | O  |
| 1932 | Auguste Audollent                                       | 1864-1943 | latiniste, historien, épigraphiste, archéologue                       | L  |
| 1932 | Paul Jamot                                              | 1863-1939 | peintre, conservateur                                                 | L  |
| 1932 | Charles Picard                                          | 1883-1965 | archéologue                                                           | O  |
| 1933 | Louis Finot                                             | 1864-1935 | orientaliste                                                          | L  |
| 1933 | Henri Hauvette                                          | 1865-1935 | italianiste                                                           | O  |
| 1933 | Philippe-Ernest Legrand                                 | 1866-1953 | helléniste, latiniste                                                 | L  |
| 1933 | Mario Roques                                            | 1875-1961 | philologue                                                            | O  |
| 1934 | Marcel Aubert                                           | 1884-1962 | historien de l'art, archiviste paléographe                            | O  |
| 1934 | Joseph Calmette                                         | 1873-1952 | historien médiéviste                                                  | L  |
| 1934 | Gustave Dupont-Ferrier                                  | 1865-1956 | historien, archiviste paléographe                                     | O  |
| 1934 | Alfred Ernout                                           | 1879-1973 | latiniste                                                             | O  |
| 1934 | Paul Perdrizet                                          | 1870-1938 | archéologue, helléniste, médiéviste                                   | L  |
| 1935 | Louis Bréhier                                           | 1868-1951 | historien, archéologue                                                | L  |
| 1935 | Maurice Gaudefroy-Demombynes                            | 1862-1957 | islamologue                                                           | L  |
| 1935 | Louis Halphen                                           | 1880-1950 | historien, médiéviste                                                 | O  |
| 1935 | Adolphe Lods                                            | 1867-1948 | pasteur, bibliste                                                     | O  |
| 1935 | Henri Maspero                                           | 1883-1945 | sinologue                                                             | O  |
| 1936 | Edmond Faral                                            | 1882-1958 | médiéviste                                                            | O  |
| 1936 | Maurice Grammont                                        | 1866-1946 | phonéticien                                                           | L  |
| 1936 | Pierre de Labriolle                                     | 1874-1940 | latiniste                                                             | L  |
| 1936 | François Olivier-Martin                                 | 1879-1952 | juriste                                                               | O  |
| 1937 | Clovis Brunel                                           | 1884-1971 | romaniste, archiviste paléographe                                     | O  |
| 1937 | Pierre Roussel                                          | 1881-1945 | helléniste                                                            | O  |
| 1938 | Eugène Albertini                                        | 1880-1941 | historien de l'antiquité                                              | O  |
| 1938 | Henri Breuil                                            | 1877-1961 | abbé, préhistorien, ethnologue, archéologue                           | O  |
| 1938 | Eugène Tisserant                                        | 1884-1972 | cardinal, orientaliste                                                | L  |
| 1939 | Ernest Hoepffner                                        | 1879-1956 | philologue                                                            | L  |
| 1939 | Pierre Lacau                                            | 1873-1963 | archéologue, philologue                                               | O  |
| 1940 | Georges Marçais                                         | 1876-1962 | orientaliste                                                          | O  |
| 1940 | Jacques Zeiller                                         | 1878-1962 | historien de l'Église                                                 | O  |
| 1941 | Augustin Fliche                                         | 1884-1951 | historien                                                             | L  |
| 1941 | Henri Massé                                             | 1886-1969 | iranologue                                                            | L  |
| 1941 | André Mazon                                             | 1881-1967 | philologue                                                            | O  |
| 1941 | Charles Samaran                                         | 1879-1982 | historien, romaniste                                                  | O  |
| 1941 | Charles Virolleaud                                      | 1879-1968 | archéologue                                                           | O  |
| 1942 | Paul Collart                                            | 1878-1946 | helléniste                                                            | O  |
| 1942 | Paul Deschamps                                          | 1888-1974 | critique d'art                                                        | O  |
| 1942 | Charles Dugas                                           | 1885-1957 | archéologue                                                           | L  |
| 1942 | Albert Grenier                                          | 1878-1961 | archéologue                                                           | O  |
| 1942 | Gustave Lefebvre                                        | 1879-1957 | égyptologue                                                           | O  |
| 1943 | Auguste Diès                                            | 1875-1958 | archevêque, helléniste                                                | O  |
| 1944 | Pierre de La Coste-Messelière                           | 1894-1975 | archéologue                                                           | O  |
| 1945 | Jules Marouzeau                                         | 1878-1964 | latiniste                                                             | O  |
| 1945 | André Piganiol                                          | 1883-1968 | archéologue, historien                                                | O  |
| 1945 | Ernest Tonnelat                                         | 1877-1948 | germaniste                                                            | L  |
| 1946 | Robert Fawtier                                          | 1885-1966 | historien, médiéviste                                                 | O  |
| 1946 | Raymond Lantier                                         | 1886-1980 | archéologue                                                           | O  |
| 1946 | Louis Renou                                             | 1896-1966 | indianiste                                                            | O  |
| 1947 | Jacques Bacot                                           | 1877-1965 | tibétologue                                                           | L  |
| 1947 | Guillaume de Jerphanion                                 | 1877-1948 | jésuite, archéologue                                                  | L  |
| 1948 | Jean Bayet                                              | 1892-1969 | latiniste                                                             | O  |
| 1948 | Édouard Dhorme                                          | 1881-1966 | assyriologue                                                          | O  |
| 1948 | Louis Robert                                            | 1904-1985 | historien, archéologue                                                | O  |
| 1949 | René Vallois                                            | 1882-1962 | archéologue                                                           | L  |
| 1950 | Charles-Edmond Perrin                                   | 1887-1974 | historien                                                             | O  |
| 1951 | Paul Demiéville                                         | 1894-1979 | sinologue                                                             | O  |
| 1952 | Marcel Bataillon                                        | 1895-1977 | historien, hispaniste                                                 | O  |
| 1952 | Édouard Salin                                           | 1889-1970 | archéologue                                                           | L  |
| 1952 | Henri Seyrig                                            | 1895-1973 | syriologue                                                            | L  |
| 1953 | Pierre Chantraine                                       | 1899-1974 | helléniste                                                            | O  |
| 1953 | Pierre Montet                                           | 1885-1966 | archéologue                                                           | O  |
| 1953 | Claude Frédéric-Armand Schaeffer                        | 1898-1982 | archéologue                                                           | O  |
| 1953 | Henri Terrasse                                          | 1895-1971 | historien                                                             | L  |
| 1953 | Georges Tessier                                         | 1891-1967 | historien                                                             | O  |
| 1954 | Victor Chapot                                           | 1873-1954 | archéologue                                                           | L  |
| 1954 | Roger Grand                                             | 1874-1962 | archiviste paléographe                                                | L  |
| 1954 | Élie Lambert                                            | 1888-1961 | historien de l'art                                                    | O  |
| 1954 | Guillaume Mollat                                        | 1877-1968 | évêque, historien de l'Église                                         | L  |
| 1955 | André Grabar                                            | 1896-1990 | historien de l'art byzantin                                           | O  |
| 1957 | Albert Gabriel                                          | 1883-1972 | archéologue                                                           | L  |
| 1957 | Pierre Petot                                            | 1887-1966 | historien du droit                                                    | O  |
| 1957 | Gaston Wiet                                             | 1887-1971 | orientaliste                                                          | O  |
| 1958 | Fernand Benoit                                          | 1892-1969 | archiviste paléographe                                                | L  |
| 1958 | George Cœdès                                            | 1886-1969 | orientaliste                                                          | L  |
| 1958 | Émile Coornaert                                         | 1886-1980 | historien de l'économie et du travail                                 | O  |
| 1958 | André-Jean Festugière                                   | 1898-1982 | dominicain, historien                                                 | O  |
| 1958 | Pierre Marot                                            | 1900-1992 | archiviste paléographe                                                | L  |
| 1958 | Daniel Schlumberger                                     | 1904-1972 | archéologue                                                           | L  |
| 1959 | Pierre Boyancé                                          | 1900-1976 | helléniste, latiniste                                                 | O  |
| 1960 | Émile Benveniste                                        | 1902-1976 | linguiste                                                             | O  |
| 1961 | André Dupont-Sommer                                     | 1900-1983 | bibliste, hébraïsant                                                  | O  |
| 1962 | Robert Bossuat                                          | 1888-1968 | archiviste paléographe                                                | O  |
| 1962 | Jean Charbonneaux                                       | 1895-1969 | conservateur                                                          | O  |
| 1962 | Alphonse Dain                                           | 1896-1964 | helléniste                                                            | L  |
| 1962 | Louis Poinssot                                          | 1879-1967 | archéologue                                                           | L  |
| 1962 | Henri-Charles Puech                                     | 1902-1986 | historien des religions                                               | O  |
| 1962 | Roland de Vaux                                          | 1903-1971 | bibliste, archéologue, historien                                      | L  |
| 1963 | Jean Hubert                                             | 1902-1994 | archéologue, archiviste paléographe                                   | O  |
| 1963 | Michel Lejeune                                          | 1907-2000 | linguiste                                                             | O  |
| 1963 | André Parrot                                            | 1901-1980 | archéologue                                                           | O  |
| 1965 | Pierre Courcelle                                        | 1912-1980 | archéologue, historien                                                | O  |
| 1965 | Roman Ghirshman                                         | 1895-1979 | archéologue, explorateur, historien                                   | L  |
| 1965 | André Mirambel                                          | 1900-1970 | helléniste                                                            | L  |
| 1965 | Jacques Vandier                                         | 1904-1973 | égyptologue                                                           | O  |
| 1966 | Jean Filliozat                                          | 1906-1982 | indianiste                                                            | O  |
| 1966 | Félix Lecoy                                             | 1903-1997 | philologue                                                            | O  |
| 1966 | Paul Lemerle                                            | 1903-1989 | historien                                                             | O  |
| 1967 | Robert Flacelière                                       | 1904-1982 | helléniste                                                            | O  |
| 1967 | Henri-Irénée Marrou                                     | 1904-1977 | historien                                                             | O  |
| 1967 | Pierre Pradel                                           | 1901-1977 | historien de l'art                                                    | O  |
| 1968 | Jacques Heurgon                                         | 1903-1995 | historien                                                             | O  |
| 1968 | René Labat                                              | 1904-1974 | orientaliste                                                          | O  |
| 1968 | Jean Nougayrol                                          | 1900-1975 | orientaliste                                                          | O  |
| 1968 | Jean-Rémy Palanque                                      | 1898-1988 | historien                                                             | L  |
| 1968 | Jean Schneider                                          | 1903-2004 | historien, médiéviste                                                 | L  |
| 1969 | Pierre Demargne                                         | 1903-2000 | archéologue                                                           | O  |
| 1969 | Michel François                                         | 1906-1981 | historien                                                             | O  |
| 1969 | Georges Posener                                         | 1906-1988 | égyptologue                                                           | O  |
| 1970 | Pierre Devambez                                         | 1902-1980 | historien de l'art, helléniste                                        | O  |
| 1970 | Georges Dumézil                                         | 1898-1986 | linguiste, historien                                                  | L  |
| 1970 | Paul Ourliac                                            | 1911-1998 | historien, médiéviste                                                 | L  |
| 1970 | André Pézard                                            | 1893-1984 | italianiste                                                           | L  |
| 1970 | William Seston                                          | 1900-1983 | historien                                                             | O  |
| 1971 | Georges Daux                                            | 1899-1988 | archéologue                                                           | L  |
| 1971 | Paul-Marie Duval                                        | 1912-1997 | historien, numismate                                                  | O  |
| 1972 | Pierre Amandry                                          | 1912-2006 | helléniste                                                            | L  |
| 1972 | Régis Blachère                                          | 1900-1973 | orientaliste                                                          | O  |
| 1972 | Paul Imbs                                               | 1908-1987 | romaniste, lexicographe                                               | L  |
| 1972 | Emmanuel Laroche                                        | 1914-1991 | archéologue                                                           | L  |
| 1973 | Michel de Boüard                                        | 1909-1989 | historien, archéologue                                                | L  |
| 1973 | Claude Cahen                                            | 1909-1991 | historien, médiéviste                                                 | O  |
| 1973 | Ernest Will                                             | 1913-1997 | historien, archéologue                                                | L  |
| 1973 | Philippe Wolff                                          | 1913-2001 | médiéviste                                                            | L  |
| 1974 | Robert-Henri Bautier                                    | 1922-2010 | archiviste paléographe                                                | O  |
| 1974 | Georges Duby                                            | 1919-1996 | historien, médiéviste                                                 | O  |
| 1974 | Henri Laoust                                            | 1905-1983 | historien, arabisant                                                  | O  |
| 1974 | Jean Leclant                                            | 1920-2011 | égyptologue                                                           | O  |
| 1974 | Robert Marichal                                         | 1904-1999 | paléographe                                                           | O  |
| 1975 | André Chastel                                           | 1912-1990 | historien de l'art                                                    | O  |
| 1975 | Roland Martin                                           | 1912-1997 | archéologue                                                           | O  |
| 1975 | Jacqueline de Romilly                                   | 1913-2010 | helléniste                                                            | O  |
| 1977 | André Caquot                                            | 1923-2004 | orientaliste                                                          | O  |
| 1977 | Pierre Grimal                                           | 1912-1996 | historien, latiniste                                                  | O  |
| 1977 | Raymond Lebègue                                         | 1895-1984 | historien de la littérature                                           | O  |
| 1977 | Francis Salet                                           | 1909-2000 | archiviste paléographe                                                | O  |
| 1978 | Michel Mollat du Jourdin                                | 1911-1996 | médiéviste, historien                                                 | O  |
| 1978 | Jean Pouilloux                                          | 1917-1996 | helléniste                                                            | O  |
| 1979 | Jacques Gernet                                          | 1921-2018 | sinologue                                                             | O  |
| 1980 | Gilbert Lazard                                          | 1920-2018 | orientaliste                                                          | O  |
| 1980 | André Leroi-Gourhan                                     | 1911-1986 | ethnologue, archéologue, historien                                    | O  |
| 1980 | André Vernet                                            | 1910-1999 | historien, archiviste paléographe                                     | O  |
| 1981 | François Chamoux                                        | 1915-2007 | helléniste                                                            | O  |
| 1981 | Bernard Guenée                                          | 1927-2010 | médiéviste                                                            | O  |
| 1981 | Jean Irigoin                                            | 1920-2006 | philologue                                                            | O  |
| 1982 | Raymond Bloch                                           | 1914-1997 | archéologue, historien                                                | O  |
| 1982 | Paul Garelli                                            | 1924-2006 | historien                                                             | O  |
| 1983 | Jacques Fontaine                                        | 1922-2015 | historien, latiniste                                                  | O  |
| 1983 | Bernard Frank                                           | 1927-1996 | orientaliste                                                          | O  |
| 1983 | Antoine Guillaumont                                     | 1915-2000 | historien des religions                                               | O  |
| 1983 | Jean Marcadé                                            | 1920-2012 | archéologue                                                           | O  |
| 1983 | Jacques Monfrin                                         | 1924-1998 | archiviste paléographe                                                | O  |
| 1984 | Charles Pellat                                          | 1914-1992 | arabisant, lexicographe                                               | O  |
| 1984 | Jean Vercoutter                                         | 1911-2000 | archéologue, égyptologue                                              | O  |
| 1985 | Jean Favier                                             | 1932-2014 | historien                                                             | O  |
| 1985 | Raymond Weil                                            | 1923-1995 | helléniste                                                            | O  |
| 1986 | Claude Nicolet                                          | 1930-2010 | historien, romaniste                                                  | O  |
| 1986 | Marcel Simon                                            | 1907-1986 | historien                                                             | L  |
| 1986 | Pierre Toubert                                          | 1932-2025 | médiéviste                                                            | O  |
| 1986 | Colette Caillat                                         | 1921-2007 | indianiste                                                            | O  |
| 1987 | Jean Richard                                            | 1921-2021 | médiéviste                                                            | L  |
| 1988 | Jean Delumeau                                           | 1923-2020 | historien                                                             | O  |
| 1988 | Henri Metzger                                           | 1912-2007 | archéologue                                                           | L  |
| 1989 | Georges Le Rider                                        | 1928-2014 | historien, numismate                                                  | O  |
| 1989 | Georges Vallet                                          | 1922-1994 | archéologue                                                           | L  |
| 1990 | Philippe Contamine                                      | 1932-2022 | médiéviste                                                            | O  |
| 1990 | Robert Mantran                                          | 1917-1999 | historien                                                             | L  |
| 1991 | Robert Turcan                                           | 1929-2018 | historien de l'Antiquité                                              | O  |
| 1992 | Jean-Pierre Babelon                                     | 1931-2024 | archiviste paléographe                                                | O  |
| 1992 | Paul Bernard                                            | 1929-2015 | archéologue                                                           | O  |
| 1993 | Louis Bazin                                             | 1920-2011 | linguiste, turcologue                                                 | O  |
| 1993 | Francis Rapp                                            | 1926-2020 | historien                                                             | L  |
| 1994 | Gilbert Dagron                                          | 1932-2015 | historien                                                             | O  |
| 1995 | Jean-Pierre Callu                                       | 1929-2014 | numismate                                                             | O  |
| 1995 | Maurice Euzennat                                        | 1926-2004 | archéologue, historien                                                | L  |
| 1995 | Daniel Gimaret                                          | 1933      | orientaliste, islamologue                                             | O  |
| 1996 | Emmanuel Poulle                                         | 1928-2011 | archiviste paléographe                                                | O  |
| 1997 | Jean-François Jarrige                                   | 1940-2014 | archéologue, orientaliste                                             | O  |
| 1997 | Jacques Jouanna                                         | 1935      | helléniste                                                            | O  |
| 1997 | Alain Michel                                            | 1929-2017 | latiniste, philologue                                                 | O  |
| 1997 | Bernard Pottier                                         | 1924      | linguiste                                                             | O  |
| 1998 | Marc Fumaroli                                           | 1932-2020 | historien, essayiste                                                  | O  |
| 1998 | André Vauchez                                           | 1938      | médiéviste                                                            | L  |
| 1999 | Robert Étienne                                          | 1921-2009 | historien, numismate                                                  | M  |
| 1999 | André Gouron                                            | 1931-2009 | médiéviste, historien du droit                                        | M  |
| 1999 | Marc Philonenko                                         | 1930      | orientaliste, historien des religions                                 | M  |
| 2000 | Pierre-Sylvain Filliozat                                | 1936-2024 | indianiste                                                            | M  |
| 2000 | Juliette de La Genière                                  | 1927-2022 | archéologue, helléniste                                               | M  |
| 2000 | Albert Rigaudière                                       | 1938      | médiéviste, historien du droit                                        | M  |
| 2000 | Michel Zink                                             | 1945      | romaniste                                                             | M  |
| 2001 | Serge Lancel                                            | 1928-2005 | latiniste, archéologue, historien                                     | M  |
| 2001 | Philippe Gauthier                                       | 1935-2013 | helléniste, épigraphiste                                              | M  |
| 2001 | Jean-Pierre Mahé                                        | 1944      | orientaliste                                                          | M  |
| 2002 | André Crépin                                            | 1928-2013 | médiéviste, linguiste, angliciste                                     | M  |
| 2002 | Jean-Marie Dentzer                                      | 1935-2020 | orientaliste, historien de l'antiquite classique                      | M  |
| 2002 | André Laronde                                           | 1940-2011 | helléniste, africaniste                                               | M  |
| 2003 | Robert Martin                                           | 1936      | médiéviste, linguiste                                                 | M  |
| 2003 | Roland Recht                                            | 1941      | historien de l'art                                                    | M  |
| 2005 | Michel Bur                                              | 1933      | historien, archéologue                                                | M  |
| 2005 | Jean-Louis Ferrary                                      | 1948-2020 | historien de l'Antiquité romaine                                      | M  |
| 2005 | Christian Robin                                         | 1943      | orientaliste, épigraphiste                                            | M  |
| 2006 | Jean-Noël Robert                                        | 1949      | japonologue                                                           | M  |
| 2006 | Nicolas Grimal                                          | 1948      | égyptologue                                                           | M  |
| 2006 | Henri Lavagne                                           | 1939      | historien de l'antiquité romaine                                      | M  |
| 2007 | Yves-Marie Bercé                                        | 1936      | historien moderniste                                                  | M  |
| 2008 | Franciscus Verellen                                     | 1952      | orientaliste                                                          | M  |
| 2008 | Paul Goukowsky                                          | 1938      | helléniste                                                            | M  |
| 2008 | Jean-Pierre Sodini                                      | 1940      | archéologue, byzantiniste                                             | M  |
| 2009 | Olivier Picard                                          | 1940-2023 | archéologue, helléniste                                               | M  |
| 2010 | Charles de Lamberterie                                  | 1945      | linguiste, helléniste                                                 | M  |
| 2011 | François Déroche                                        | 1952      | orientaliste, codicologue                                             | M  |
| 2011 | Jean Guilaine                                           | 1936      | protohistorien, archéologue                                           | M  |
| 2011 | Véronique Schiltz                                       | 1942-2019 | orientaliste, helléniste                                              | M  |
| 2012 | Pierre Gros                                             | 1939      | archéologue, historien de l'antiquité romaine                         | M  |
| 2012 | Jehan Desanges                                          | 1929-2021 | africaniste ; historien de l’Afrique du Nord gréco-romaine            | M  |
| 2012 | Jacques Verger                                          | 1943      | médiéviste ; historien de la pensée et de l’enseignement au Moyen Âge | M  |
| 2012 | Laurent Pernot                                          | 1955      | helléniste                                                            | M  |
| 2013 | Jean-Marie Durand                                       | 1940      | assyrologue                                                           | M  |
| 2013 | Alain Pasquier                                          | 1942      | helléniste                                                            | M  |
| 2013 | Jacques Dalarun                                         | 1952      | médiéviste                                                            | M  |
| 2014 | Pierre Laurens                                          | 1931      | latiniste (Renaissance)                                               | M  |
| 2014 | François Dolbeau                                        | 1947      | médiéviste et latiniste                                               | M  |
| 2015 | Monique Trédé                                           | 1944      | helléniste                                                            | M  |
| 2015 | Cécile Morrisson                                        | 1940      | byzantiniste et numismate                                             | M  |
| 2016 | Henri-Paul Francfort                                    | 1948      | archéologue                                                           | M  |
| 2016 | John Scheid                                             | 1946      | historien et latiniste                                                | M  |
| 2017 | Jean-Yves Tilliette                                     | 1954      | latiniste                                                             | M  |
| 2018 | Nicolas Vatin                                           | 1955      | épigraphiste et historien, orientaliste                               | M  |
| 2018 | Jean-Yves Empereur                                      | 1952      | archéologue                                                           | M  |
| 2018 | Nicole Bériou                                           | 1948      | médiéviste                                                            | M  |
| 2019 | Alain Thote                                             | 1949      | sinologue                                                             | M  |
| 2019 | Agnès Rouveret                                          | 1948      | archéologue, historienne de la peinture romaine                       | M  |
| 2020 | Dominique Barthélemy                                    | 1953      | médiéviste                                                            | M  |
| 2020 | Dominique Michelet                                      | 1947      | archéologue mayaniste                                                 | M  |
| 2021 | Philippe Hoffmann                                       | 1953      | helléniste                                                            | M  |
| 2021 | Jean-Robert Armogathe                                   | 1947      | prêtre, historien des religions                                       | M  |
| 2021 | Françoise Briquel-Chatonnet                             | 1956      | orientaliste, sémitisante                                             | M  |
| 2021 | Carlos Lévy                                             | 1949      | historien de la philosophie hellénistique et romaine                  | M  |
| 2022 | Jean-Marie Moeglin                                      | 1955      | medieviste                                                            | M  |
| 2022 | Frantz Grenet                                           | 1952      | orientaliste                                                          | M  |
| 2022 | Dominique Mulliez                                       | 1952      | helleniste, archeologue                                               | M  |
| 2023 | Alain de Libera                                         | 1948      | médiéviste                                                            | M  |
| 2023 | Pascale Bourgain                                        | 1947      | médieviste                                                            | M  |
| 2024 | Jean-Michel Mouton                                      | 1963      | orientaliste, arabisant                                               | M  |
| 2025 | Marc Baratin                                            | 1950      | latiniste                                                             | M  |

## Élèves
Période : 1701 à 1716. Les élèves devenus associés sont classés parmi les associés.
| 1701 | Jean-René Allaneau de La Bonnodière \| François Bourdelin \| Joseph-François Duché de Vancy \| Jean-Baptiste Rousseau \| Joseph-François Bourgoing de Villefore |
| 1702 | Jean-François Foy-Vaillant |
| 1706 | Nicolas Barat \| Louis Leroy |
| 1708 | Pierre-Charles Roy |
| 1712 | Martin Billet de Fanière \| Michel Godeau |

## Associés
Période : 1701 à 1802. Les associés devenus membres sont classés parmi les membres.
| 1701 | Honoré de Quiqueran de Beaujeu \| Thomas Corneille \| Bernard Le Bouyer de Fontenelle \| Marc-Antoine Oudinet \| Julien Pouchard \| Charles Rollin   |
| 1705 | Jacques Le Quien de La Neufville |
| 1706 | Antoine Danchet \| Antoine Galland \| Jean Prévost                                                                                                   |
| 1710 | Nicolas Henrion |
| 1711 | Nicolas-Hubert Mongault |
| 1712 | Nicolas Boindin \| Louis-Jean Lévêque de Pouilly \| Augustin Nadal                                                                                   |
| 1713 | Michel Pinart |
| 1714 | Jean-Baptiste Thiaudière de Boissy \| Ludolphe Kuster                                                                                                |
| 1715 | Jean-Pierre des Ours de Mandajors |
| 1716 | Alexandre Goulley de Boisrobert \| Pierre-Paul de Lormande \| Nicolas Mahudel \| Anne-Henri-Olivier de Riencourt \| Jean-Baptiste-Henri de Valincour |
| 1719 | Antoine Lancelot |
| 1721 | Guillaume de la Boissière de Chambors |
| 1724 | Michel Fourmont |
| 1727 | Louis-Francois-Joseph de La Barre |
| 1727 | Étienne de Canaye |
| 1729 | François Paris |
| 1735 | François Geinoz |
| 1736 | Guillaume de Nicolay |
| 1738 | Charles Pinot Duclos \| Anicet Melot |
| 1742 | Charles-Philippe Monthenault d'Égly |
| 1744 | Jean Basile Pascal Fenel |
| 1746 | Léon Ménard |
| 1748 | Jean Otter |
| 1749 | Auguste-Louis Bertin de Blagny |
| 1761 | Étienne Mignot |
| 1762 | François Arnaud |
| 1775 | Paul-Gédéon Joly de Maïzeroy |
| 1777 | Richard François Philippe Brunck |
| 1778 | Antoine Guenée |
| 1780 | André-Charles Brotier \| Louis-Félix Guynement de Kéralio                                                                                            |
| 1781 | Athanase Auger |
| 1785 | Paul-Joseph Barthez \| Pierre Michel Hennin \| David Houard                                                                                          |
| 1786 | Jean Sylvain Bailly |
| 1787 | Jacques Nicolas Belin de Ballu |
| 1788 | Charles-François Dupuis |
| 1798 | Pierre Jean-Baptiste Legrand d'Aussy |

## Associés libres
Période : 1733 à 1793. Les associés libres devenus membres sont classés parmi les membres.
| 1733 | Jacques-Bernard Durey de Noinville |
| 1749 | Anthony Askew |
| 1750 | François Xavier Bon de Saint Hilaire \| Charles de Brosses \| Octavien de Guasco \| Charles de Peyssonel \| Angelo Maria Quirini \| Jean-Daniel Schoepflin \| Ridolfino Venuti \| Béat Fidèle Antoine Dominique Zurlauben |
| 1755 | Philip Stanhope, 4e comte de Chesterfield \| Domenico Silvio Passionei |
| 1757 | Alessio Simmaco Mazzocchi |
| 1761 | Pierre-Jean Grosley \| Józef Aleksander Jabłonowski |
| 1768 | Jean-Simon Lévêque de Pouilly |
| 1769 | Paolo Maria Paciaudi |
| 1771 | Charles-Marie Fevret de Fontette |
| 1772 | Ignacy Jakub Massalski \| Jean-François Séguier |
| 1773 | Giuseppe Bartoli |
| 1775 | Louis Dutens |
| 1779 | Frédéric II de Hesse-Cassel |
| 1782 | Jean-François de Vauvilliers |
| 1783 | Gabriele Lancilotto-Castello |
| 1785 | Léonard Antonelli \| François Clément \| Charles-François-Siméon de Saint-Simon Sandricourt |
| 1786 | Paul Jérémie Bitaubé \| Jules-François-Paul Fauris de Saint-Vincens |
| 1789 | Johann David Michaelis |

## Associés étrangers
Période : à partir de 1802.
| 1802 | Charles James Fox \| Christian Gottlob Heyne \| Friedrich Gottlieb Klopstock \| Carsten Niebuhr \| Sergueï Ouvarov                                                                                 |
| 1803 | Thomas Jefferson \| Christoph Martin Wieland \| Francis Wilford |
| 1804 | Charles-Théodore de Dalberg |
| 1814 | Charles Wilkins \| Daniel Albert Wyttenbach |
| 1817 | Jacopo Morelli |
| 1819 | Friedrich August Wolf |
| 1820 | Arnold Hermann Ludwig Heeren \| Domenico Sestini |
| 1825 | Georg Friedrich Creuzer \| Wilhelm von Humboldt |
| 1831 | August Böckh \| Henry Thomas Colebrooke |
| 1833 | Carl August Boettiger |
| 1835 | Joseph von Hammer-Purgstall \| Christian Friedrich Wilhelm Jacobs |
| 1836 | Johann Gottfried Jakob Hermann |
| 1837 | Graves Champney Haughton |
| 1842 | Angelo Mai |
| 1844 | Jean de Witte |
| 1847 | Jacob Grimm |
| 1848 | Ulrich von Wilamowitz-Moellendorff |
| 1849 | Christian Lobeck \| Horace Hayman Wilson |
| 1854 | Vittorio Amedeo Peyron |
| 1855 | Carl Ritter |
| 1858 | Friedrich Gottlieb Welcker |
| 1860 | William Cureton \| Eduard Gerhard \| Christian Lassen |
| 1863 | Georg Heinrich Pertz |
| 1867 | Giovanni Battista De Rossi \| Heinrich Leberecht Fleischer \| Friedrich Wilhelm Ritschl |
| 1869 | Max Müller |
| 1871 | Michele Amari |
| 1876 | Charles Gabriel Cobet \| Gaspare Gorresio \| Johan Nicolai Madvig |
| 1887 | Henry Rawlinson |
| 1888 | Franc Miklošič |
| 1889 | Ernst Curtius \| Austen Henry Layard |
| 1890 | Theodor von Sickel |
| 1891 | Graziadio Isaia Ascoli \| Whitley Stokes |
| 1894 | Wolfgang Helbig \| Albrecht Weber |
| 1895 | Theodor Mommsen |
| 1896 | Domenico Comparetti |
| 1900 | Michael Jan de Goeje |
| 1902 | Elseus Sophus Bugge |
| 1903 | Otto Hirschfeld |
| 1907 | Hendrik Kern \| Joseph Florimond Loubat |
| 1908 | Henri Édouard Naville |
| 1909 | Vilhelm Thomsen \| Adolf Tobler |
| 1913 | Franz Cumont \| Max van Berchem |
| 1915 | Victor-Emmanuel III d'Italie |
| 1918 | Henri Pirenne |
| 1920 | Ignazio Guidi \| Frederic George Kenyon \| Kristoffer Nyrop |
| 1924 | Pio Rajna |
| 1925 | Hippolyte Delehaye |
| 1927 | Fouad Ier d'Égypte \| James George Frazer \| Mikhail Ivanovich Rostovtzeff |
| 1931 | Paolo Orsi |
| 1932 | Nicolae Iorga |
| 1936 | Joseph Bidez \| George Francis Hill \| Robert Mond \| Giulio Rizzo |
| 1939 | Arthur John Evans |
| 1943 | Louis Constant de Gonzague Ryckmans |
| 1945 | Paul Peeters |
| 1946 | Alan Gardiner \| Paul Poulsen \| Jean-Jacques Salverda de Grave |
| 1947 | Arthur Långfors |
| 1948 | Andreas Alföldi \| Holger Pedersen \| Carl Wilhelm Vollgraff |
| 1950 | Emmanuel Walberg |
| 1951 | Henri Grégoire \| Frederick Maurice Powicke |
| 1952 | Gustave VI Adolphe de Suède |
| 1953 | Gaetano De Sanctis \| Ramón Menéndez Pidal |
| 1954 | John Beazley |
| 1955 | Joseph Keil |
| 1957 | Georges Dossin |
| 1960 | Enrico Josi |
| 1963 | Giorgio Levi Della Vida \| Vladimir Fedorovich Minorsky |
| 1964 | François-Louis Ganshof \| Jerzy Kuryłowicz \| Elias Avery Lowe \| Giuseppe Lugli \| Max Mallowan \| Raffaello Morghen \| Martin Persson Nilsson \| Alf Axelssøn Sommerfelt \| Walther von Wartburg |
| 1965 | Angelo Monteverdi |
| 1966 | Otto Eissfeldt |
| 1967 | Ronald Syme |
| 1968 | Harold Walter Bailey \| Siegfried Schott \| Gunnar Tilander |
| 1969 | Enrico Cerulli \| Étienne Lamotte |
| 1970 | Samuel Noah Kramer \| Italo Siciliano |
| 1971 | J. H. Waszink |
| 1972 | Eric Robertson Dodds \| Erhard Lommatzsch |
| 1973 | Bernhard Bischoff |
| 1975 | Eugen Ewig \| Massimo Pallottino \| Dionisie Pippidi |
| 1976 | Anastasios Orlandos \| Edoardo Volterra |
| 1978 | Arnaldo Momigliano |
| 1979 | Léopold Genicot \| Maurice Leroy |
| 1980 | Gianfranco Contini |
| 1981 | Kurt Bittel \| Alexander Gieysztor \| Dionýsios Zakythinós |
| 1981 | John Chadwick |
| 1983 | Marcel Renard |
| 1984 | Vásos Karagiórgis \| Dag Norberg \| Akiyama Terukazu |
| 1989 | Sabatino Moscati |
| 1990 | Carlrichard Brühl \| Martí de Riquer |
| 1991 | John Boardman \| Paul Oskar Kristeller \| Takahito Mikasa \| Karl Ferdinand Werner |
| 1992 | Ekrem Akurgal \| Cinzio Violante |
| 1993 | Herbert Franke |
| 1994 | Giles Constable |
| 1995 | Peter Shervey Lewis |
| 1996 | Glen Bowersock |
| 1997 | Azedine Beschaouch \| Charles Bonnet |
| 1998 | Jean-Charles Balty \| Tristano Bolelli \| Silvio Curto \| Miltiade Hatzopoulos \| Siegfried Lienhard \| Birger Munk Olsen \| Vassilis Petracos \| Aurelio Roncaglia \| Willibald Sauerländer       |
| 1999 | Jean Bingen \| Dietrich von Bothmer \| Emilio Gabba \| Antonio Garzya \| Gherardo Gnoli \| Miltiade Hatzopoulos \| Domenico Maffei \| Calvert Watkins                                              |
| 2000 | Girolamo Arnaldi |
| 2002 | Louis Godart \| Boris Marshak \| Werner Paravicini \| Nicholas Sims-Williams |
| 2003 | John Baldwin \| Robert Halleux \| Denis Knoepfler \| Emilio Marin |
| 2004 | Paolo Matthiae \| Heinrich von Staden |
| 2008 | Pierre Ducrey \| Oskar von Hinüber \| Norodom Sihamoni \| Agostino Paravicini-Bagliani |
| 2010 | Manfred Bietak \| Lellia Cracco Ruggini \| Max Pfister \| Francisco Rico |
| 2011 | Zaza Aleksidzé \| Joseph Bergin\| Corinne Bonnet \| Christopher Jones \| Frankwalt Möhren \| Lê Phan Huy \| Shoichi Sato \| Philip Van der Eijk                                                    |
| 2012 | Jao Tsung-I \| Neil Stratford |
| 2013 | Patricia Easterling \| Michel Valloggia |
| 2014 | Filippo Coarelli |
| 2015 | Paul-Hubert Poirier \| Antonio Padoa-Schioppa |
| 2016 | Thomas Römer \| Michael Screech |
| 2017 | Christopher Jones \| Michael Jones |
| 2018 | Salvatore Settis \| Frankwalt Möhren |
| 2019 | Shoichi Sato \| Israël Finkelstein |
| 2022 | André Couture \| Gábor Klaniczay |
| 2023 | Philip J. van der Eijk \| Michal Gawlikowski |

|